# Biologiskt värde
Biologiskt värde (BV) anger hur väl ett livsmedels proteininnehåll kan tillvaratas av kroppen. Ett livsmedel med värdet 100 kan man äta hälften så mycket av jämfört med ett med värdet 50, och ändå få lika många av de viktigaste byggstenarna till kroppen. Här följer en liten lista över biologiskt värderade livsmedel.
Biologiskt värde räknas ut genom kväve absorberat ut livsmedel i kroppen (Na)
Tillgodogörandet av kvävet ur livsmedel i kroppen (Nr)
BV = ( Nr / Na ) * 100
Tabellen nedan använder helt ägg som mätreferens.
| Vassleproteinkoncentrat    | 104 |
| Helt ägg (Golden standard) | 100 |
| Vassleprotein              | 96  |
| Komjölk                    | 90  |
| Nötkött                    | 80  |
| Kaseinprotein              | 77  |
| Fisk                       | 76  |
| Sojaprotein                | 74  |